# Agnès de Champagne
Agnès de Champagne, aussi appelée Agnès de Blois, morte le 7 août 1207, est une femme de la haute noblesse, comtesse de Bar et fille de Thibaut IV de Blois comte de Champagne. Mariée à Renaud II de Bar, elle a une influence politique certaine du vivant de son mari et, veuve, elle exerce le pouvoir sur le Barrois pendant la minorité de son fils aîné.

## Biographie
Agnès de Champagne est la fille de Thibaut IV de Blois comte de Champagne et de Mathilde de Carinthie,.

### Femme du comte
Elle épouse en 1155 ou vers 1150-1155 Renaud II de Bar, comte de Bar,. Ce mariage est le début du basculement progressif du Barrois, territoire du Saint-Empire romain germanique, dans l'orbite des rois de France, basculement renforcé par le mariage en 1160 de la sœur d'Agnès, Adèle de Champagne, avec le roi de France Louis VII le Jeune. Les enfants d'Agnès, les comtes de Bar Henri et Thiébaut sont ainsi les cousins germains du roi de France Philippe II Auguste.
Agnès apporte en dot à son mari la seigneurie de Ligny,, composée d'une vingtaine de villages entre l'Ornain et la Meuse. Dans les actes qu'elle donne en son nom propre, Agnès s'intitule comtesse de Bar, et non de Mousson, l'autre château important du comté, alors que les comtes mentionnent habituellement les deux châteaux. Michel Parisse en conclut que le douaire d'Agnès, c'est-à-dire les biens qui lui sont donnés par son mari, est à Bar, près de l'abbaye de Trois-Fontaines et de son château de Ligny.
L'influence de la comtesse Agnès semble réelle, puisqu'elle est nommée dans six des treize actes connus de son mari, surtout dans les actes dont profitent des abbayes proches de la Champagne, son pays d'origine. Agnès et Renaud II de Bar ont quatre fils. Elle choisit pour ses deux premiers des noms qui proviennent de sa propre famille, le nom de son père pour l'aîné, Thiébaut, et celui de son frère pour le cadet, Henri, et pour les deux autres enfants des noms qui viennent de la famille de Bar, Renaud, nom de son mari, et Hugues, nom d'un des frères de celui-ci.
Agnès vit peu de temps mariée, puisque, épousée vers 1150-1155, elle devient veuve quinze ans plus tard, en 1170. Par contre, elle reste veuve longtemps, pendant trente-sept ans.

### Mère du comte
Renaud II de Bar meurt en 1170 et sa veuve Agnès exerce alors le pouvoir, comme tutrice de son fils Henri Ier de Bar, jusqu'à l'adoubement de celui-ci, en 1175. Elle dispose de son propre sceau.
Vers 1172, Agnès organise l'invasion du comté épiscopal de Verdun, qu'elle réclame pour son fils parce que les ancêtres de celui-ci l'ont possédé. Les armées du comté de Bar ravagent le Verdunois pendant cinq ans. Excommuniés par l'évêque de Verdun Arnoul de Chiny, la mère et le fils doivent renoncer à leurs prétentions mais obtiennent la garde de l'abbaye de Beaulieu-en-Argonne.
Agnès marie rapidement son fils cadet, Thiébaut, à Laurette de Looz et lui donne les seigneuries de Briey et d'Étain. Elle confie ses deux derniers fils, Renaud et Hugues, à son frère, Guillaume aux Blanches Mains successivement évêque de Chartres, archevêque de Sens, puis de Reims. Protégés par leur oncle, ils reçoivent des bénéfices ecclésiastiques. Renaud est élu évêque de Chartres en 1182 et le reste jusqu'en 1217 tandis que Hugues devient prévôt de Chartres avant 1192.
Henri Ier de Bar, pas encore marié, meurt à la troisième croisade en 1190 et son frère Thiébaut lui succède,. Sur les trente actes donnés par Henri Ier de Bar, dix sont souscrits par sa mère Agnès et cette proportion reste la même sous son second fils Thiébaut Ier de Bar.
En 1197, Agnès fonde la collégiale de Ligny,. Cette même année, le comte Thiébaut abandonne le titre de comte de Mousson et ne garde que le titre de comte de Bar, s'installant ainsi près de sa mère. Agnès meurt le 7 août 1207. Elle est enterrée à l'abbaye de Trois-Fontaines. Elle est un exemple de la place croissante tenue par les femmes dans la vie politique de leur temps.

### Descendance
Agnès et Renaud II de Bar ont quatre enfants : 
- Henri Ier de Bar (1156/1157-1190), comte de Bar [12],[7];
- Thiébaut Ier de Bar comte de Bar[13],[7] ;
- Renaud (mort en 1217) évêque de Chartres de 1182 à 1217[13],[7] ;
- Hugues, prévôt de Chartres, archidiacre de Toul et princier de Metz, mort avant d'avoir pu devenir évêque[14],[7].